# Марцокина (Болоња)
Марцокина (итал. Marzocchina) је насеље у Италији у округу Болоња, региону Емилија-Ромања.
Према процени из 2011. у насељу је живело 46 становника. Насеље се налази на надморској висини од 129 м.